# Brahea moorei
La palmilla enana azul (Brahea moorei) es una especie de la familia de las palmas (Arecaeae), dentro del orden Arecales en lo que comúnmente llamamos grupo de las monocotiledóneas, aunque hoy en día se agrupan dentro del grupo Liliopsida. El nombre del género (Brahea), es en honor del astrónomo danés Tyco Brahe quien vivió en el siglo XVI, mientras que la especie (moorei), está dada en honor al botánico charles Moore director del jardín botánico de Sídney en el siglo XIX.

## Clasificación y descripción
Planta perteneciente a la familia las palmas (Areceae). Plantas acaulescentes, a menudo cespitosas, de no más de 40 cm de altura; hojas en la madurez entre 5 y 7, de hasta 1.50 m de ancho cada una, de color verde oscuro; inflorescencia de hasta 3 m de largo, sobrepasando las hojas; flores de color blanco; fruto púrpura.

## Distribución
Esta especie es endémica de México, se distribuye en el noreste y centro, en los estados de Tamaulipas, Nuevo León, Querétaro, San Luis Potosí e Hidalgo.

## Ambiente
Se ha reportado entre los 800 y 2550 m s. n. m. En diversos tipos de vegetación como bosque de encino, pino, bosque mesófilo y matorrales semidesérticos.

## Estado de conservación
En México se cataloga bajo “Protección especial” en la NOM-059-SEMARNAT-2010; la lista roja de especies amenazadas la considera como LC (Least consern) es decir, menor riesgo o menor consideración para su conservación.